# Биометрические системы аутентификации
Биометрические системы аутентификации — системы аутентификации, использующие для удостоверения личности людей их биометрические данные.
Биометрическая аутентификация — процесс доказательства и проверки подлинности заявленного пользователем имени, через предъявление пользователем своего биометрического образа и путём преобразования этого образа в соответствии с заранее определённым протоколом аутентификации.
Не следует путать данные системы с системами биометрической идентификации, каковыми являются, к примеру системы распознавания лиц водителей и биометрические средства учёта рабочего времени. Биометрические системы аутентификации работают в активном, а не пассивном режиме и почти всегда подразумевают авторизацию. Хотя данные системы не идентичны системам авторизации, они часто используются совместно (например, в дверных замках с проверкой отпечатка пальца).

## Методы аутентификации
Различные системы контролируемого обеспечения доступа можно разделить на три группы в соответствии с тем, что человек собирается предъявлять системе:
1. Парольная защита. Пользователь предъявляет секретные данные (например, PIN-код или пароль).
2. Использование ключей. Пользователь предъявляет свой персональный идентификатор, являющийся физическим носителем секретного ключа. Обычно используются пластиковые карты с магнитной полосой и другие устройства.
3. Биометрия. Пользователь предъявляет параметр, который является частью его самого. Биометрический класс отличается тем, что идентификации подвергаются биологические особенности человека — его индивидуальные характеристики (рисунок папиллярного узора, радужная оболочка глаза, отпечатки пальцев, термограмму лица и т. д.).

Биометрические системы доступа являются очень удобными для пользователей. В отличие от паролей и носителей информации, которые могут быть потеряны, украдены, скопированы, биометрические системы доступа основаны на человеческих параметрах, которые всегда находятся вместе с ними, и проблема их сохранности не возникает. Потерять их почти невозможно. Также невозможна передача идентификатора третьим лицам . Впрочем, можно насильственно изъять параметры. В кинофильмах и анимации было неоднократно показано, что глаза и руки можно ампутировать (или использовать пользователя как заложника-токен). Можно также изготовить копии, в том числе и скрытно считав параметры. Однако многие методы имеют защиту от использования мертвого органа или копии. Так, многие сканеры радужной оболочки имеют инфракрасный сканер, определяющие, теплый ли глаз/макет или нет (можно обойти, нагрев глаз или использовать линзы с рисунком). Проводятся исследования возможности использования кратковременной вспышки и сканирования моторной реакции зрачка, однако метод имеет потенциальные проблемы при использовании офтальмологических препаратов и наркотическом опьянении. Сканеры отпечатков пальцев могут комбинировать емкостное и ультразвуковое (защищает от копии, распечатанной струйным принтером токопроводящими чернилами) сканирование (можно обмануть с помощью 3D-принтера и токопроводящего материала). Надежнее всего здесь метод сканирования сетчатки глаза, изготовить макет очень сложно, после смерти же сосуды сетчатки перестают накачиваться кровью, и сканер способен это определить. Полностью насильственное использование заложника потенциально можно определить с помощью анализа поведения на видео, например, при помощи нейронных сетей.

## Обзор биометрических методов аутентификации
В настоящее время широко используется большое количество методов биометрической аутентификации, которые делятся на два класса.
- Статические методы биометрической аутентификации основаны на физиологических характеристиках человека, присутствующих от рождения и до смерти, находящихся при нём в течение всей его жизни, и которые не могут быть потеряны, украдены и скопированы.
- Динамические методы биометрической аутентификации основываются на поведенческих характеристиках людей, то есть основаны на характерных для подсознательных движений в процессе воспроизведения или повторения какого-либо обыденного действия[1][4]

Критерии для биометрических параметров. Они обязаны соответствовать следующим пунктам:
1. Всеобщность: Данный признак должен присутствовать у всех людей без исключения.
2. Уникальность: Биометрия отрицает существование двух людей с одинаковыми физическими и поведенческими параметрами.
3. Постоянство: для корректной аутентификации необходимо постоянство во времени.
4. Измеримость: специалисты должны иметь возможность измерить признак каким-либо устройством для дальнейшего занесения в базу данных.
5. Приемлемость: общество не должно быть против сбора и измерения биометрического параметра.

### Статические методы

#### Аутентификация по отпечатку пальца
Аутентификация по отпечаткам пальцев — самая распространенная биометрическая технология аутентификации пользователей. Метод использует уникальность рисунка папиллярных узоров на пальцах людей. Отпечаток, полученный с помощью сканера, преобразовывается в цифровой код, а затем сравнивается с ранее введенными наборами эталонов. Преимущества использования аутентификации по отпечаткам пальцев — легкость в использовании, удобство и надежность. Универсальность этой технологии позволяет применять её в любых сферах и для решения любых и самых разнообразных задач, где необходима достоверная и достаточно точная идентификация пользователей.
Для получения сведений об отпечатках пальцев применяются специальные сканеры. Чтобы получить отчётливое электронное представление отпечатков пальцев, используют достаточно специфические методы, так как отпечаток пальца слишком мал, и очень трудно получить хорошо различимые папиллярные узоры.
Обычно применяются три основных типа сканеров отпечатков пальцев: ёмкостные, прокатные, оптические. Самые распространенные и широко используемые - это оптические сканеры, но они имеют один серьёзный недостаток. Оптические сканеры неустойчивы к муляжам и мертвым пальцам, а это значит, что они не столь эффективны, как другие типы сканеров. Так же в некоторых источниках сканеры отпечатков пальцев делят на 3 класса по их физическим принципам: оптические, кремниевые, ультразвуковые.

#### Аутентификация по радужной оболочке глаза
Данная технология биометрической аутентификации личности использует уникальность признаков и особенностей радужной оболочки человеческого глаза. Радужная оболочка — тонкая подвижная диафрагма глаза у позвоночных с отверстием (зрачком) в центре; расположена за роговицей, между передней и задней камерами глаза, перед хрусталиком. Радужная оболочка образовывается ещё до рождения человека и не меняется на протяжении всей жизни. Радужная оболочка по текстуре напоминает сеть с большим количеством окружающих кругов и рисунков, которые могут быть измерены компьютером, рисунок радужки очень сложен, это позволяет отобрать порядка 200 точек, с помощью которых обеспечивается высокая степень надежности аутентификации. Для сравнения, лучшие системы идентификации по отпечаткам пальцев используют 60-70 точек.
Технология распознавания радужной оболочки глаза была разработана для того, чтобы свести на нет навязчивость сканирования сетчатки глаза, при котором используются инфракрасные лучи или яркий свет. Ученые также провели ряд исследований, которые показали, что сетчатка глаза человека может меняться со временем, в то время как радужная оболочка глаза остается неизменной. И самое главное, что невозможно найти два абсолютно идентичных рисунка радужной оболочки глаза, даже у близнецов. Для получения индивидуальной записи о радужной оболочке глаза черно-белая камера делает 30 записей в секунду. Еле различимый свет освещает радужную оболочку, и это позволяе видеокамере сфокусироваться на радужке. Одна из записей затем оцифровывается и сохраняется в базе данных зарегистрированных пользователей. Вся процедура занимает несколько секунд, и она может быть полностью компьютеризирована при помощи голосовых указаний и автофокусировки. Камера может быть установлена на расстоянии от 10 см до 1 метра, в зависимости от сканирующего оборудования. Термин «сканирование» может быть обманчивым, так как в процессе получения изображения проходит не сканирование, а простое фотографирование. Затем полученное изображение радужки преобразуется в упрощенную форму, записывается и хранится для последующего сравнения. Очки и контактные линзы, даже цветные, не воздействуют на качество аутентификации.
Стоимость всегда была самым большим сдерживающим моментом перед внедрением технологии, но сейчас системы идентификации по радужной оболочке становятся более доступными для различных компаний. Сторонники технологии заявляют о том, что распознавание радужной оболочки глаза очень скоро станет общепринятой технологией идентификации в различных областях.

#### Аутентификация по сетчатке глаза
Метод аутентификации по сетчатке глаза получил практическое применение примерно в середине 50-х годов прошлого века. Именно тогда была установлена уникальность рисунка кровеносных сосудов глазного дна (даже у близнецов данные рисунки не совпадают). Для сканирования сетчатки используется инфракрасное излучение низкой интенсивности, направленное через зрачок к кровеносным сосудам на задней стенке глаза. Из полученного сигнала выделяется несколько сотен особых точек, информация о которых сохраняется в шаблоне.
К недостаткам подобных систем следует в первую очередь отнести психологический фактор: не всякому человеку приятно смотреть в непонятное темное отверстие, где что-то светит в глаз. К тому же, подобные системы требуют чёткого изображения и, как правило, чувствительны к неправильной ориентации сетчатки. Поэтому требуется смотреть очень аккуратно, а наличие некоторых заболеваний (например, катаракты) может препятствовать использованию данного метода. Сканеры для сетчатки глаза получили большое распространение для доступа к сверхсекретным объектам, поскольку обеспечивают одну из самых низких вероятностей ошибки первого рода (отказ в доступе для зарегистрированного пользователя) и почти нулевой процент ошибок второго рода.

#### Аутентификация по геометрии руки
В этом биометрическом методе для аутентификации личности используется форма кисти руки. Из-за того, что отдельные параметры формы руки не являются уникальными, приходится использовать несколько характеристик. Сканируются такие параметры руки, как изгибы пальцев, их длина и толщина, ширина и толщина тыльной стороны руки, расстояние между суставами и структура кости. Также геометрия руки включает в себя мелкие детали (например, морщины на коже). Хотя структура суставов и костей являются относительно постоянными признаками, но распухание тканей или ушибы руки могут исказить исходную структуру. Проблема технологии: даже без учёта возможности ампутации заболевание под названием «артрит» может сильно помешать применению сканеров.
С помощью сканера, который состоит из камеры и подсвечивающих диодов (при сканировании кисти руки диоды включаются по очереди, это позволяет получить различные проекции руки), строится трёхмерный образ кисти руки. Надежность аутентификации по геометрии руки сравнима с аутентификацией по отпечатку пальца.
Системы аутентификации по геометрии руки широко распространены, что является доказательством их удобства для пользователей. Использование этого параметра привлекательно по ряду причин. Процедура получения образца достаточно проста и не предъявляет высоких требований к изображению. Размер полученного шаблона очень мал, несколько байт. На процесс аутентификации не влияют ни температура, ни влажность, ни загрязнённость. Подсчеты, производимые при сравнении с эталоном, очень просты и могут быть легко автоматизированы.
Системы аутентификации, основанные на геометрии руки, начали использоваться в мире в начале 70-х годов.

#### Аутентификация по геометрии лица
Биометрическая аутентификация человека по геометрии лица - довольно распространенный способ идентификации и аутентификации. Техническая реализация представляет собой сложную математическую задачу. Обширное использование мультимедийных технологий, достаточное количество видеокамер на вокзалах, аэропортах, площадях, улицах, дорогах и других местах скопления людей стало решающим в развитии этого направления. Для построения трёхмерной модели человеческого лица выделяют контуры глаз, бровей, губ, носа и других различных элементов лица, затем вычисляют расстояние между ними, и с помощью него строят трёхмерную модель. Для определения уникального шаблона, соответствующего определённому человеку, требуется от 12 до 40 характерных элементов. Шаблон должен учитывать множество вариаций изображения на случаи поворота лица, наклона, изменения освещённости, изменения выражения. Диапазон таких вариантов варьируется в зависимости от целей применения данного способа (для идентификации, аутентификации, удаленного поиска на больших территориях и т. д.). Некоторые алгоритмы позволяют компенсировать наличие у человека очков, шляпы, усов и бороды.

#### Аутентификация по термограмме лица
Способ основан на исследованиях, которые показали, что термограмма лица уникальна для каждого человека. Термограмма получается с помощью камер инфракрасного диапазона. В отличие от аутентификации по геометрии лица, данный метод различает близнецов. Использование специальных масок, проведение пластических операций, старение организма человека, температура тела, охлаждение кожи лица в морозную погоду не влияют на точность термограммы. Из-за невысокого качества аутентификации, метод на данный момент не имеет широкого распространения.

### Динамические методы

#### Аутентификация по голосу
Биометрический метод аутентификации по голосу характеризуется простотой в применении. Данному методу не требуется дорогостоящая аппаратура, достаточно микрофона и звуковой платы. В настоящее время данная технология быстро развивается, так как этот метод аутентификации широко используется в современных бизнес-центрах. Существует довольно много способов построения шаблона по голосу. Обычно это разные комбинации частотных и статистических характеристик голоса. Могут рассматриваться такие параметры, как модуляция, интонация, высота тона и т. п.
Основным и определяющим недостатком метода аутентификации по голосу — низкая точность метода. Например, человека с простудой система может не опознать. Важную проблему составляет многообразие проявлений голоса одного человека: голос способен изменяться в зависимости от состояния здоровья, возраста, настроения и т. д. Это многообразие представляет серьёзные трудности при выделении отличительных свойств голоса человека. Кроме того, учёт шумовой компоненты является ещё одной важной и не решенной проблемой в практическом использовании аутентификации по голосу. Так как вероятность ошибок второго рода при использовании данного метода велика (порядка одного процента), аутентификация по голосу применяется для управления доступом в помещения среднего уровня безопасности, такие как компьютерные классы, лаборатории производственных компаний и т. д.

#### Аутентификация по рукописному почерку
Метод биометрической аутентификации по рукописному почерку основывается на специфическом движении человеческой руки во время подписания документов. Для сохранения подписи используют специальные ручки или восприимчивые к давлению поверхности. Этот вид аутентификации человека использует его подпись. Шаблон создается в зависимости от необходимого уровня защиты. Обычно выделяют два способа обработки данных о подписи:
- Анализ самой подписи, то есть используется просто степень совпадения двух картинок.
- Анализ динамических характеристик написания, то есть для аутентификации строится свертка, в которую входит информация по подписи, временными и статистическими характеристиками её написания.

## Комбинированная биометрическая система аутентификации
Комбинированная (мультимодальная) биометрическая система аутентификации применяет различные дополнения для использования нескольких типов биометрических характеристик, что позволяет соединить несколько типов биометрических технологий в системах аутентификации в одной. Это позволяет удовлетворить самые строгие требования к эффективности системы аутентификации. Например, аутентификация по отпечаткам пальцев может легко сочетаться со сканированием руки. Такая структура может использовать все виды биометрических данных человека и может применяться там, где приходится форсировать ограничения одной биометрической характеристики.
Комбинированные системы являются более надежными с точки зрения возможности имитации биометрических данных человека, так как труднее подделать целый ряд характеристик, чем фальсифицировать один биометрический признак.